# Huoju 1-01
Huoju 1-01 (chinesisch 火炬一号01星, Pinyin Huǒjù  Yīhào 01 Xīng, deutsch „Fackel 1-01“) ist ein Technologieerprobungs- und Biotechnologie-Forschungssatellit des privaten Raumfahrtunternehmens Rocket Pi. Er wurde am 9. Dezember 2022 beim Erstflug der kommerziellen Trägerrakete Jielong-3 vom Gelben Meer aus in eine sonnensynchrone Umlaufbahn gebracht.

## Hintergrund
Am 6. Dezember 2020 gründeten der Betriebswirtschaftler Cheng Wei (程巍, * 1981) und der Biophysiker Zhuang Fengyuan (庄逢源, * 1939), bis 2005 Dekan der damaligen Fakultät für Bioengineering an der Universität für Luft- und Raumfahrt Peking, in Taicang, Provinz Jiangsu, die Rocket Pi GmbH (火箭派（太仓）航天科技有限公司). Zhuang Fengyuan, der als Chefwissenschaftler der Firma fungiert, ist auf Strömungsmechanik und Biomechanik spezialisiert, vor seiner Pensionierung forschte er auf den Gebieten Zellbiologie und Gewebezucht, Blutkinetik sowie zur Wechselwirkung zwischen Blutkörperchen und Biomakromolekülen.
Dementsprechend umfasst der Unternehmensgegenstand von Rocket Pi nicht nur Raketenbau – man arbeitet an einer mit einer Rückkehrkapsel versehenen, mit Methan und Flüssigsauerstoff betriebenen Rakete namens „Darwin-2“ – sondern auch weltraumgestützte Biotechnologie, also die Herstellung von Medikamenten etc. unter den Bedingungen der Schwerelosigkeit, die unter anderem das Mischen von Flüssigkeiten stark verschiedener Dichte ermöglicht.
Als erster Schritt wurde Huozhong 1 (火种一号,  „Kienspan 1“) entwickelt, ein Gerät für Zellkulturen, das, installiert in den 2U-Cubesat Lingqiao (灵巧号 bzw. Agile Testbed) der Pekinger Xingzhong GmbH (星众空间（北京）科技有限公司), am 17. Dezember 2021 an Bord einer Suborbitalrakete vom Typ Huayi 1 (华羿一号) in eine Höhe von 250 km gebracht wurde.
Die Huayi 1 ist im Prinzip eine Höhenforschungsrakete, mit der nur für wenige Minuten Schwerelosigkeit erzeugt werden kann.
Bei Rocket Pi strebt man jedoch an, in der Rückkehrkapsel der Darwin-2 über einen Zeitraum von 14 bis 28 Tagen im erdnahen Orbit chargenweise biotechnologische Produkte herzustellen, vergleichbar dem Rückkehrsatelliten Shijian 10 der Chinesischen Akademie der Wissenschaften.
Um die hierfür nötigen Technologien zur Temperaturregelung und Beobachtung des Produktionsablaufs mit Kameras zu erproben, wurde unter der Leitung von Chefingenieur Min Changning (闵长宁), ursprünglich bei der Chinesischen Akademie für Weltraumtechnologie, dann im Aufsichtsrat der China Aerospace Science and Technology Corporation, der Experimentalsatellit Huoju 1 entwickelt.
Die Entwicklung und Startvorbereitung erfolgten sehr schnell. Am 5. November 2022 bestand der Satellit den thermischen Test, am 6. November den mechanischen Test, und am 17. November 2022 wurde er zur Auslieferung in den Ostchinesischen Raumfahrthafen freigegeben.
Dort wurde er an der Nutzlasthalterung der kommerziellen, von der Chinesischen Akademie für Trägerraketentechnologie hergestellten Trägerrakete Jielong-3 montiert und am 9. Dezember 2022 gestartet.

## Aufbau
Der würfelförmige Satellit mit einem Startgewicht von 12,798 kg besteht aus einem Service- und einem Nutzlastmodul. Das Servicemodul, das über zwei ausklappbare, aus jeweils zwei Solarmodulen bestehende Solarzellenflügel mit Strom versorgt wird, ist für die Temperaturregelung und die Lageregelung des Satelliten verantwortlich, dort befinden sich die Treibstofftanks, der Bordrechner und die Funkanlage zur Übermittlung der Daten an die Erde.
Die Inkubatoren im Nutzlastabteil stehen wie die Kabine eines Raumschiffs unter Druck, die Temperatur in ihnen wird konstant gehalten. Zur Beobachtung des Versuchablaufs stehen zwei Kameras zur Verfügung, außerdem besitzt Huoju 1-01 eine Kamera zur Erdbeobachtung. An Bord befinden sich zwei Arten von Darmbakterien: aerobe (Sauerstoff benötigende) und anaerobe (keinen Sauerstoff benötigende). Im Auftrag des Instituts für Nahrungsmittel und Ernährung des Ministeriums für Landwirtschaft und ländliche Räume (农业农村部食物与营养发展研究所) soll untersucht werden, wie sich Schwerelosigkeit und kosmische Strahlung über einen längeren Zeitraum auf deren Wachstum auswirken. Das unmittelbare Ziel ist es, Daten für Forschungen zur Darmgesundheit von Raumfahrern zu gewinnen und Probiotika für sie zu entwickeln. Langfristig erhofft man sich, auch für irdische Zwecke geeignete Bakterienstämme zu finden, die der Lebensmittelindustrie zur Verfügung gestellt werden können.